# Vandenboschia gigantea
Vandenboschia gigantea là một loài dương xỉ trong họ Hymenophyllaceae. Loài này được Bory ex Willd. Pic. Serm. mô tả khoa học đầu tiên năm 1968.